# Niels Christensen (Erfinder)
Niels Anton Christensen (* 16. August 1865 in Tørring, Dänemark; † 5. Oktober 1952 in Cleveland) war ein dänisch-amerikanischer Technischer Zeichner und der Erfinder des O-Rings.

## Leben
Niels Christensen lernte Maschinist in Vejle, Denmark. Danach besuchte er das Technische Institut in Kopenhagen und immigrierte im Alter von 26 Jahren in die Vereinigten Staaten, wo er in Chicago als technischer Zeichner arbeitete. Sein Spezialgebiet war die Entwicklung von Fahrzeugbremsen.
1933 erfand er im Alter von 68 Jahren den O-Ring nach privaten Experimenten, wofür er 1937 ein US-Patent anmeldete und 1939 erhielt. Nach dem Eintritt der Vereinigten Staaten in den Zweiten Weltkrieg erklärte das Militär die Erfindung für kriegswichtig und enteignete Christensen, wie auch andere zivile Lizenzgeber für die Hochtechnologie, für die Dauer des „nationalen Notstandes“ gegen eine pauschale Abfindung von 75.000 US$ durch die Regierung, übernahm die Kontrolle über die Lizenzvergabe und befreite insbesondere die Rüstungsindustrie für die Herstellung und Weiterentwicklung des O-Rings von jeglicher Lizenzgebühr. Dieser „nationale Notstand“ sollte bis zum Inkrafttreten des Friedensvertrags mit Japan am 28. April 1952 dauern. Christensen prozessierte seit der Enteignung den Rest seines Lebens erfolglos dagegen, und erst seine Erben erhielten das Patent mit einer Restlaufzeit von nur noch vier Jahren zurück. Da die Rüstungs- und Hochtechnologieproduzenten für die Patentnutzung seit elf Jahren von einer Lizenzgebührzahlung befreit waren, verweigerten sie mit Verweis auf den Bestandsschutz der nicht auf die Dauer des Notstands befristeten Regierungsverträgen alle Zahlungen an die Patenterben. Das Patent war durch Missbrauch seitens des langjährigen Inhabers, den USA, de facto wertlos geworden, weil der Schutz für Christensens geistiges Eigentum am Markt nicht durchsetzbar war. Der Prozess gegen die Regierung wegen dieser Veruntreuung endete erst 1971 mit einer abschließenden Entschädigung von nur 100.000 US$.